# Siedlung im ehemaligen Lainzer Tiergarten

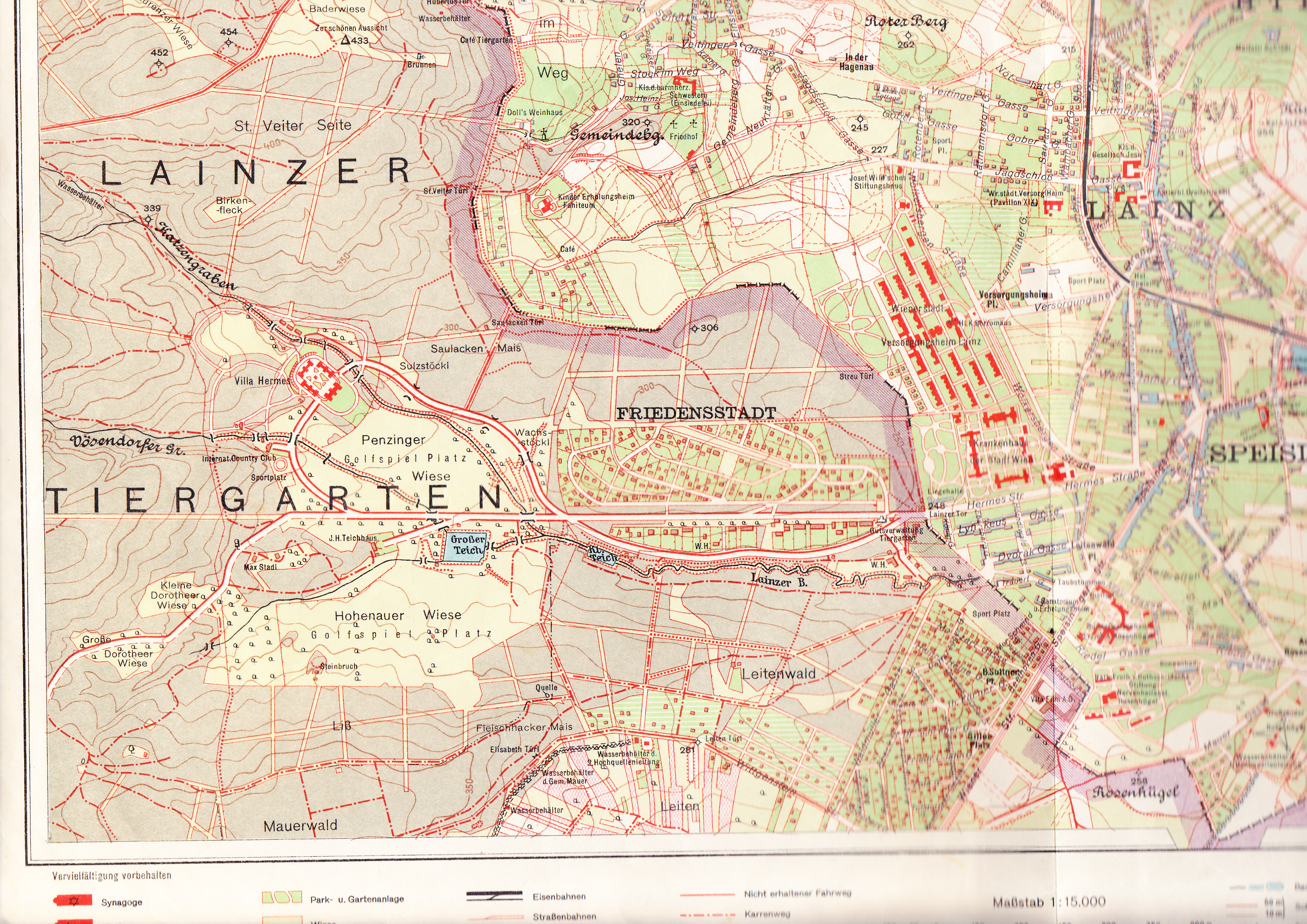
1925: Die Siedlung Auhofer Trennstück an der damaligen Wiener Straße erscheint auf dem Plan bereits voll ausgebildet, bei der Friedensstadt fehlen noch die Straßennamen. Wo sich wenige Jahre später weitere Siedlungen erstrecken werden, befindet sich noch der Leitenwald des Lainzer Tiergartens. Das Waldstück nördlich der Friedensstadt ist heute der Hörndlwald. Nordöstlich der damaligen Stadtgrenze: der 13. Bezirk.

Siedlungen im ehemaligen Lainzer Tiergarten sind in den zwanziger und dreißiger Jahren des 20. Jh. in Wien-nahen Randzonen des damals zu Niederösterreich gehörenden Lainzer Tiergartens, eines der Öffentlichkeit bis 1918 nicht zugänglichen Teils des Wienerwaldes, entstanden. Das Gebiet dieser Siedlungen wurde wie der Tiergarten 1938 in das Groß-Wien des Nationalsozialismus eingemeindet. Die südlich gelegenen Siedlungen wurden schon damals dem 13. Wiener Gemeindebezirk, Hietzing, zugeordnet, der Tiergarten selbst und die Eisenbahnerfarm erst 1956 (1938 gehörte sie zum 25., 1954 zum 23. Bezirk). Alle Siedlungen gehören wie der Großteil des Tiergartens zur Katastralgemeinde Auhof.
Wesentlicher Antrieb für die damalige Siedlerbewegung war die wirtschaftliche Situation Österreichs. Wohnungsnot, Versorgungskrisen und Arbeitslosigkeit in der Hyperinflation nach 1918 ließen viele Menschen, vor allem Arbeiter, eigene Gartenparzellen mit anfangs zumeist selbst erbauten Hütten anstreben. Da Staat und Stadt den Menschen keine Alternativen anbieten konnten, mussten illegal errichtete Siedlungen letztlich legalisiert werden. Von 1925 an ermöglichten Hartwährungspolitik und ein vorübergehender Konjunkturschub bürgerliche Siedlungsprojekte, die nicht mehr durch unmittelbaren Notstand angetrieben waren.

## Siedlungen

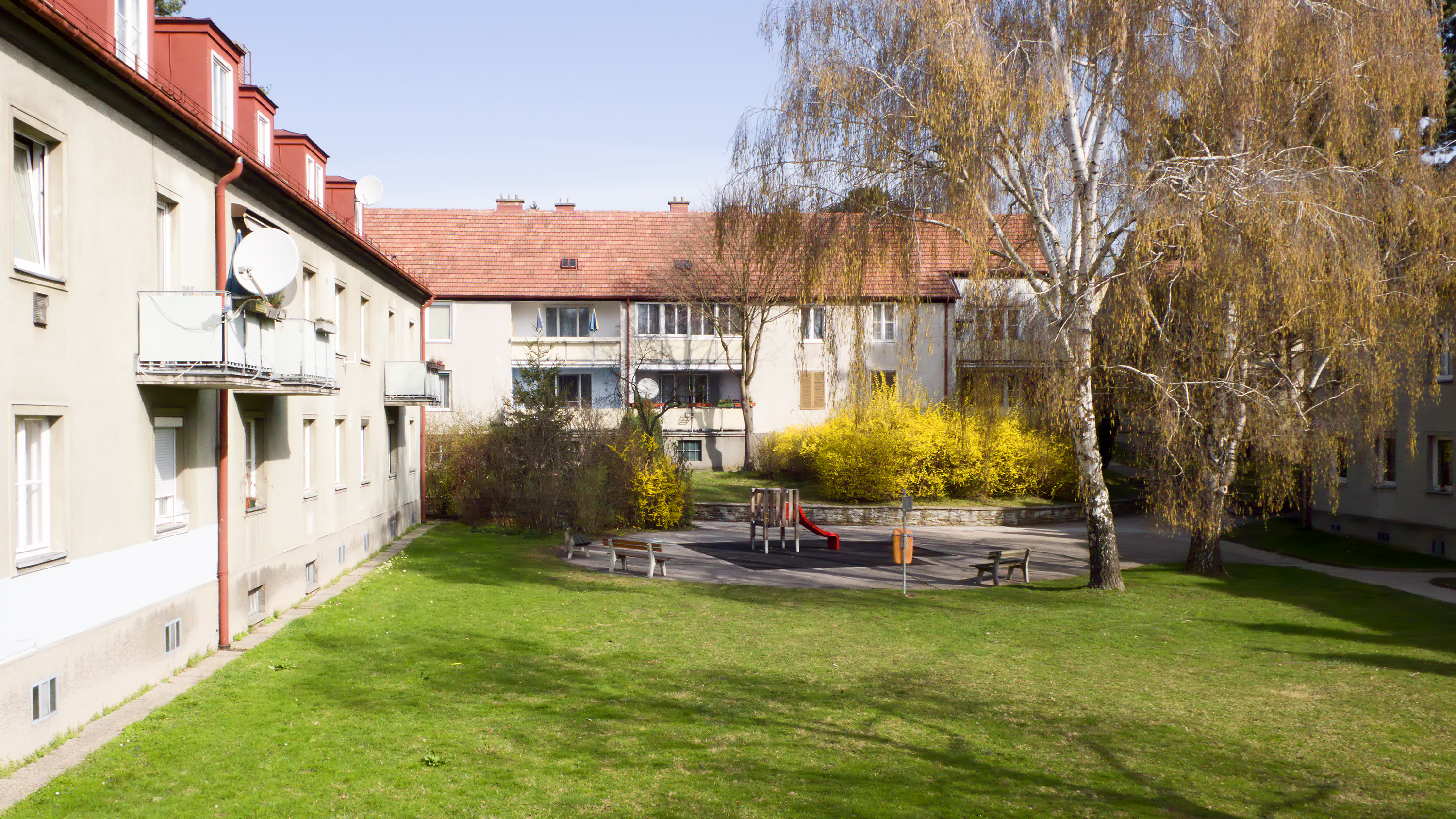
Kongresssiedlung

- Eisenbahnerfarm: Die von Wald umgebene, wilde Ansiedlung im Grünauer Graben südlich des Umspannwerks Auhof (Hofjagdstraße) wurde ursprünglich von ÖBB-Bediensteten der benachbarten Westbahn auf 148 Parzellen betrieben. Bis 1938 gehörte sie zur Gemeinde Hadersdorf-Weidlingau. Sie wurde erst 1984 legalisiert, indem das rund 10 ha große Areal im Flächenwidmungsplan der Stadtverwaltung auf Erholungsgebiet Kleingarten umgewidmet wurde.[1]

- Siedlung Auhofer Trennstück (SAT-Siedlung): Das Areal wurde 1912 von der k.k. Regierung übernommen; ihre Bebauungspläne machte der Erste Weltkrieg hinfällig. Die Siedlung zwischen den heutigen Bezirksteilen Speising (13. Bezirk) und Mauer, 23. Bezirk, westlich an der Speisinger Straße gelegen (damals hier Wiener Straße, einst wie heute Straßenbahnlinie 60), entstand nach dem Krieg wild. Ab 1920 kam es aber zu Nutzungs-, später Kaufverträgen mit den Siedlern. Bis 1938 Gebiet der Gemeinde Mauer.

- Friedensstadt: Die Siedlung westlich von Speising, nördlich der Hauptzufahrt zum Tiergarten, der Hermesstraße, wurde nach wilden Rodungen ab 1921 von der „Siedlungsgenossenschaft der Kriegsbeschädigten“[2] errichtet und gehörte bis 1938 zur Gemeinde Hadersdorf-Weidlingau.

- Polizeisiedlung, Zollwachesiedlung  und Siedlung Heimscholle (siehe Heimschollegasse): Für diese Siedlungen wurde, vom Stadtzentrum aus gesehen, „hinter“ (westlich) der schon bestehenden SAT-Siedlung ein wesentlich größeres Tiergartenareal, der nördlich bis zum Lainzerbach reichende östliche Leitenwald, gerodet und offiziell für Siedlungen bestimmt.

Das bis 1938 zur Gemeinde Mauer bei Wien zählende Areal wird nördlich von der Lainzer-Bach-Straße bzw. von der Friedensstadt, östlich von der zum Bezirksteil Speising zählenden Siedlung Hermeswiese und der (östlich der Anatourgasse gelegenen) SAT-Siedlung, südlich von der Wittgensteinstraße (Grenze zum 23. Bezirk) und westlich von der aktuellen Tiergartenmauer begrenzt.

Die erste Besiedlung, nach 1925 auf dem Stadtplan ersichtlich, fand entlang der Wittgensteinstraße statt; die weitere Verbauung des Areals erfolgte in den folgenden zehn Jahren. Die Polizeisiedlung wurde von der Wohnungsgenossenschaft der Wiener Sicherheitswache („zur Errichtung von gesunden Wohnkolonien im Wald- und Wiesengürtel“) 1931 / 1932 mit Unterstützung der Bundesregierung errichtet, da damals die Sicherheitswache, wie die uniformierte Polizei genannt wurde, allein „über 600 wohnungslose Familien“ zählte. Auch die gleichzeitig um die Kalmanstraße gebaute Zollwachesiedlung entstand mit Staatshilfe.

1931 wurde in einem Gebäude an der Dr.-Schober-Straße (benannt nach dem bei Konservativen sehr populären Polizeipräsidenten Johann Schober) in einer Notkirche der erste katholische Gottesdienst abgehalten. 1935 konnte mitten im Areal, am St.-Hubertus-Platz, die Kirche St. Hubertus und Christophorus eingeweiht werden. Sie steht auf einem Grundstück, das die Protagonisten von den Betreibern der Polizeisiedlung erworben hatten.
- 1951 / 1952 kam die Kongresssiedlung, ein Gemeindebau, dazu; ihr Name erinnert an den 1953 in Wien abgehaltenen 11. Internationalen Städtekongress.

Im Areal dieser Siedlungen ist als Relikt des östlichen Leitenwaldes ein parkartiges Waldstück unverbaut geblieben, das Napoleonwald genannt wird. Der westlichste Teil des Leitenwaldes ist innerhalb der Tiergartenmauer noch erhalten (Gipfel 371 m ü. A.), er wird jedoch heute als Teil des Maurer Walds betrachtet.